# Epitoxasia onthophila
Epitoxasia onthophila är en skalbaggsart som beskrevs av Miłosz A. Mazur 1975. Epitoxasia onthophila ingår i släktet Epitoxasia och familjen stumpbaggar. Inga underarter finns listade i Catalogue of Life.